# シリア正教会

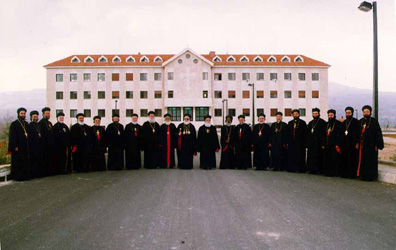
シリア正教会の聖職者達

シリア正教会（シリアせいきょうかい、英語: Syriac Orthodox Church）は、東方諸教会あるいはオリエンタル・オーソドックス教会に分類されるキリスト教教派の一つ。6世紀にシリアで成立した。その後シリア、メソポタミアを中心に発展した。インドには庇護下に置く教区・教会組織がある。現在では海外への移民を通じ、欧米にも教会がある。
シリア正教会が正式名称であるが、ヤコブ教会またはヤコブ派とも呼ばれる。
キリスト単性論派と見なされることがあるが、シリア正教会自身はそう見なされることを拒否し、自らの教理を合性論であると主張している。451年のカルケドン公会議の決議を不服としてカルケドン派と分立した教会であるから、非カルケドン派正教会と呼ぶほうが中立的である。

## 呼称

シリア正教会の祭日風景。20世紀初頭、イラク北部：モースルの修道院にて。

シリア正教会はヤコブ教会またはヤコブ派とも呼ばれる。この名称は6世紀のエデッサの主教ヤコボス・バラダイオスに由来し、第2ニカイア公会議で最初に公式に用いられて以来、カルケドン派キリスト教を国教とする東ローマ帝国内で用いられるようになった。しかしヤコブ派という呼称は、「シリア正教会の教説はヤコボス・バラダイオスがはじめた説であり、シリア正教会は正統教会からみた異端派」という意味合いをもつため、シリア正教会はヤコボス・バラダイオスの果たした役割を高く評価する一方、彼を創始者とする見方を拒否し、キリスト教の正統である初代教会からの連続性を主張するため、この名称を不当であるとしている。

## 概要

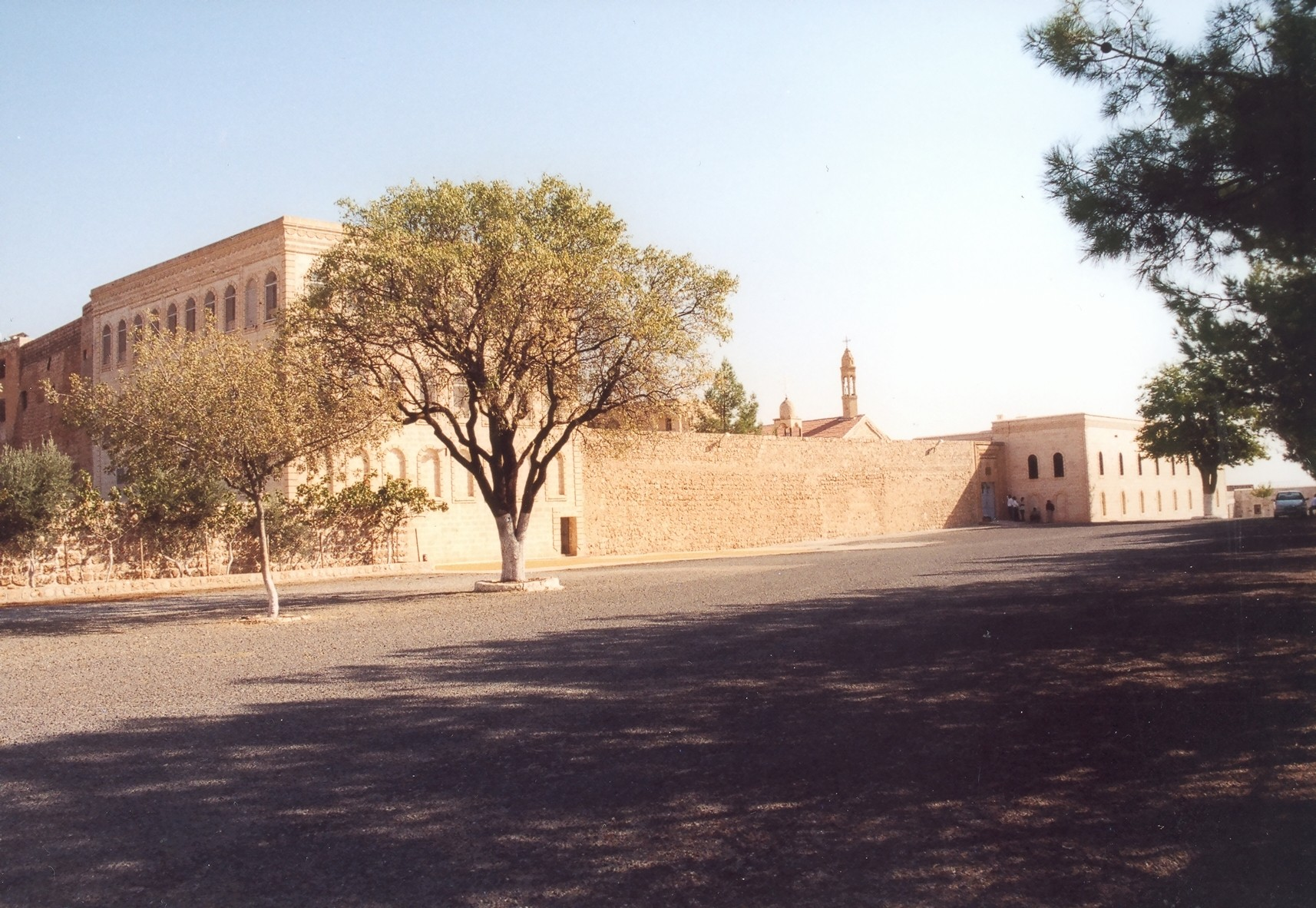
トルコ南東・マルディン県にあるシリア正教会の聖ガブリエル修道院

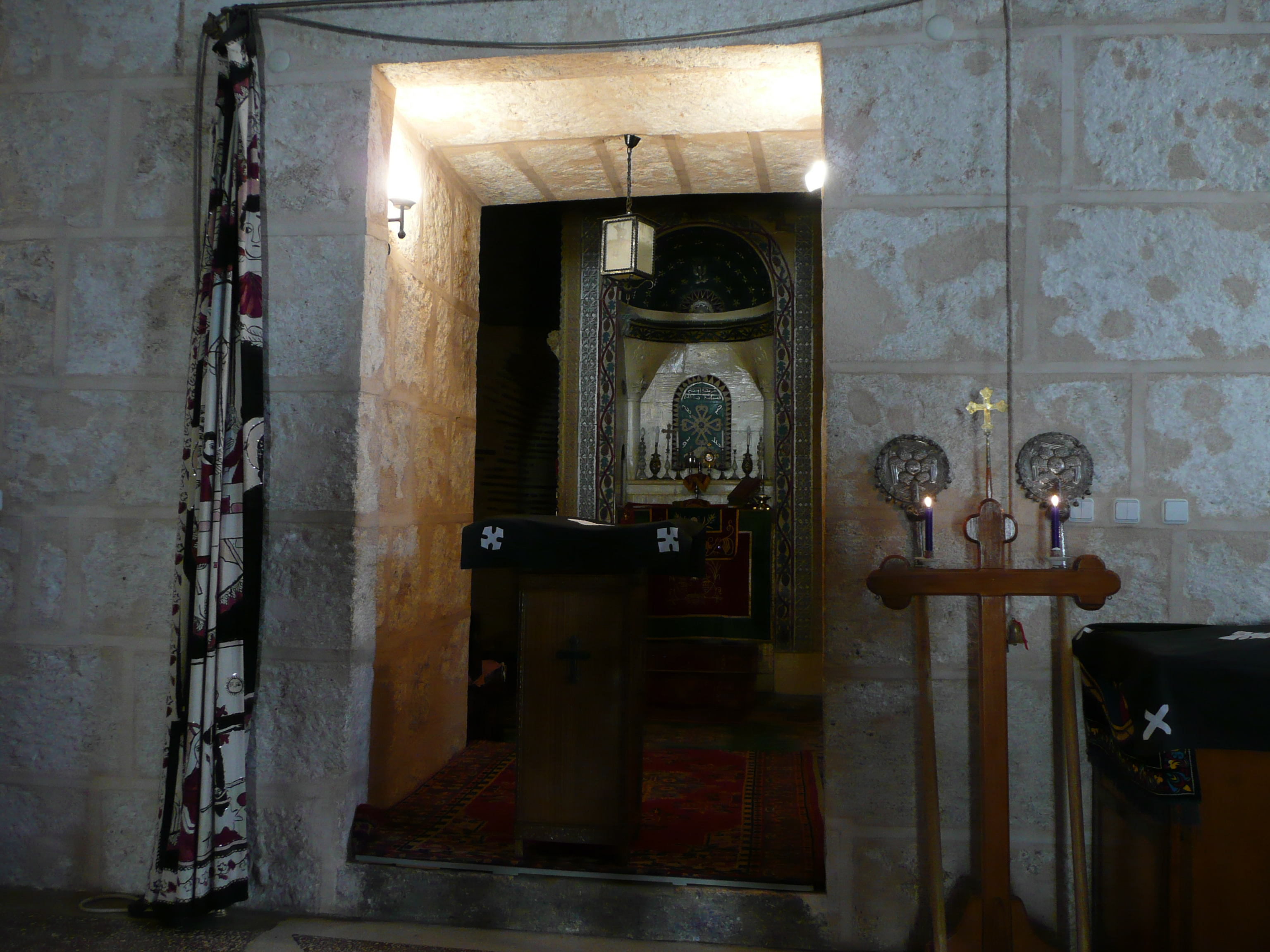
聖ガブリエル修道院の内部

451年にカルケドン公会議で単性論が異端とされた後、かつての五大総主教座のひとつであるアンティオキア総主教座において単性論の一種と見なされた合性論を支持する一派が、東ローマ帝国の国教であるカルケドン派キリスト教の教会であるメルキト教会から分離して設立したキリスト教会である。シリア正教会側はこの時から続く自説を単性論とは見なしておらず、単性論の名称をエウテュケスの説に帰し、単性論教会と呼ばれることを拒否している。
ニカイア信条、ニカイア・コンスタンティノポリス信条を告白する。
古代アンティオキア教会からの連続性を自認するシリア正教会の名目上の総主教座はアンティオキアにあるが、現在の実際の所在地はダマスカスである。しかし総主教庁の名義はアンティオキア総主教庁であり、カルケドン派である東方正教会（ギリシャ正教）のアンティオキア総主教庁と現代に至るまで並立する状態になっている。他に、シリア正教会から分かれたシリア典礼カトリック教会、ギリシャ正教系のアンティオキア総主教庁から分かれたメルキト・ギリシャ典礼カトリック教会、そして単意論派を原点とするマロン典礼カトリック教会が、それぞれアンティオキア総大司教を名乗っている。
典礼言語には古代アラム語の一種である古典シリア語を用いる。アラム語はイエス・キリストや使徒たちも日常語として用いていた言語とも言われる。
教義を共有する同じく非カルケドン派正教会であるコプト正教会・アルメニア使徒教会・エチオピア正教会などとはフル・コミュニオンの関係にある。現在は、東方正教会のアンティオキア総主教庁やカトリック教会ともエキュメニズムに基づく対話を進めている。